# Денисенко, Алексей Иванович
Алексей Иванович Денисенко (род. 1911, город Елизаветград Херсонской губернии — ?) — советский украинский партийный и государственный деятель, первый секретарь Ровенского областного комитета КП(б)-КП Украины (1952—1966), председатель Государственного комитета Совета Министров Украинской ССР по использованию трудовых резервов (1967—1976).

## Биография
Родился в семье рабочего. Украинец. В 1929 году окончил фабрично-заводскую школу при заводе «Красная звезда» в городе Зиновьевск (Кировоград). С 1929 года работал литейщиком на местном заводе. В 1930—1931 годах — служба в Красной армии.
В 1931 году вступил в ряды ВКП(б).
В 1931—1932 годах — студент Ленинградского химико-технологического института. В 1932—1935 годах — секретарь партийной организации завода «Красный Октябрь» в городе Зиновьевск (Кирово). В 1935—1937 годах — студент Харьковского коммунистического сельскохозяйственного университета имени Артема.
С 1937 года — на руководящей партийной и советской работе. До 1942 года работал заведующим отделом агитации и пропаганды Изюмского районного комитета КП(б)У, первым секретарем Изюмского районного комитета КП(б) Украины (Харьковская область).
В 1942—1943 годах — уполномоченный Военного совета Донского, Юго-Западного фронта.
В 1944—1946 годах — секретарь Каменец-Подольского областного комитета КП(б) Украины. В 1946—1948 годах — второй секретарь Каменец-Подольского областного комитета КП(б) Украины. В 1948—1949 годах — председатель исполнительного комитета Каменец-Подольского областного Совета депутатов трудящихся.
В 1949—1952 годах — слушатель Высшей партийной школы при ЦК КП(б), инспектор ЦК КП(б) Украины.
В 1952—1966 годах — первый секретарь Ровенского областного комитета КПУ.
В 1965—1967 годах — заместитель министра мясной и молочной промышленности Украинской ССР.
5 мая 1967 — 22 октября 1976 года — председатель Государственного комитета Совета Министров Украинской ССР по использованию трудовых резервов.
Депутат Верховного Совета СССР 4-6-го созывов. Член ЦК КПУ в 1952—1966 г.
С 1976 года — на пенсии.

## Награды
- Орден Ленина (1958)
- 2 ордена Трудового Красного Знамени (1948, 25.10.1961; 03.09.1971[1])
- Орден Отечественной войны I степени (1965)
- Орден Отечественной войны II степени (1945; 1991)
- Орден «Знак Почёта» (14.09.1945)
- Медаль «За трудовую доблесть»